# Philippa Schuyler

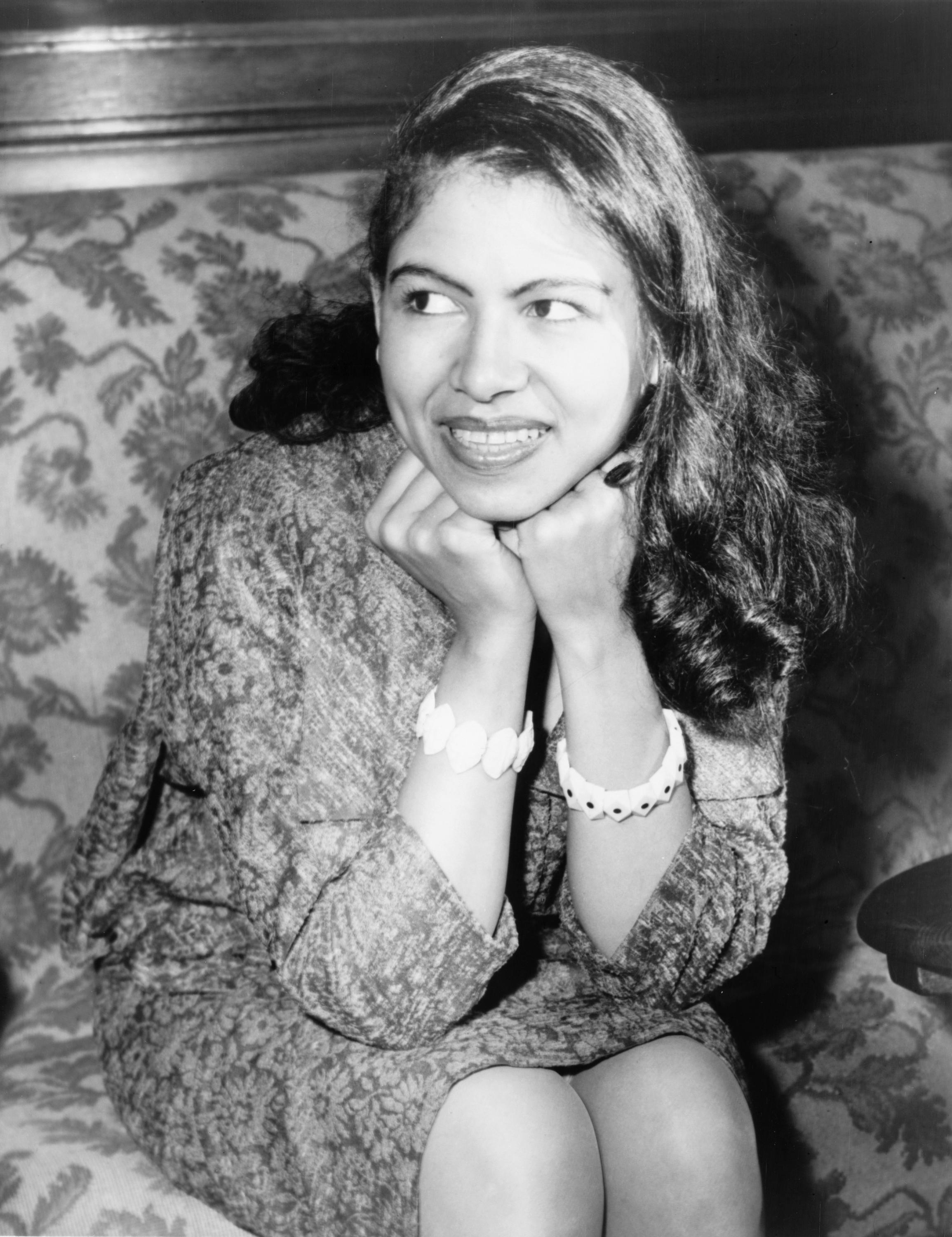
1959

Philippa Duke Schuyler (2 de agosto de 1931 – 9 de maio de 1967) foi uma pianista clássica estadunidense. Chamada de "pequeno gênio do Harlem", era considerada um prodígio quando criança.

## Biografia
Era filha única de um escritor e jornalista negro e de uma artista e jornalista branca. O casal acreditava que o cruzamento racial era o caminho para conseguir seres humanos superiores – o chamado "vigor híbrido". Mas, justamente por ser filha de um negro com uma mulher branca, teve sua carreira prejudicada nos Estados Unidos graças ao preconceito racial.
Com um Q.I. acima da média, Schuyler começou a ler e escrever aos dois anos e meio e a tocar piano aos três. Um ano depois, já tocava Mozart e compunha música. Aos 13, já se apresentava na prestigiada casa de espetáculos Carnegie Hall, em Nova York, e era chamada de "pequeno gênio do Harlem", em alusão ao bairro da cidade habitado principalmente por negros.
Sua música ficou famosa, mas por ser filha de uma branca com um negro, precisava esconder sua identidade. Mais tarde ela seguiu carreira como jornalista, mas morreu num acidente de helicóptero, em 1967, aos 36 anos.